# Apia International Sydney 2014 - Qualificazioni singolare femminile
Le qualificazioni del singolare  femminile dell'Apia International Sydney 2014 sono state un torneo di tennis preliminare per accedere alla fase finale della manifestazione. I vincitori dell'ultimo turno sono entrati di diritto nel tabellone principale. In caso di ritiro di uno o più giocatori aventi diritto a questi sono subentrati i lucky loser, ossia i giocatori che hanno perso nell'ultimo turno ma che avevano una classifica più alta rispetto agli altri partecipanti che avevano comunque perso nel turno finale.

## Teste di serie
1. Bethanie Mattek-Sands (qualificata)
2. Varvara Lepchenko (ultimo turno, Lucky loser)
3. Ayumi Morita (primo turno, ritirata)
4. Paula Ormaechea (qualificata)
5. Christina McHale (qualificata)
6. Galina Voskoboeva (non gioca per partecipare alla finale di doppio di Brisbane)

1. Lesja Curenko (secondo turno)
2. Lauren Davis (qualificata)
3. Julia Görges (ultimo turno, ritirata, Lucky loser)
4. Kimiko Date-Krumm (primo turno)
5. Shahar Peer (ultimo turno)
6. Jaroslava Švedova (ultimo turno)

## Qualificate
1. Bethanie Mattek-Sands
2. Victoria Duval
3. Cvetana Pironkova

1. Paula Ormaechea
2. Christina McHale
3. Lauren Davis

### Lucky Loser
1. Varvara Lepchenko

1. Julia Görges

## Tabellone

### Sezione 1
|  | Primo turno     | Primo turno           | Primo turno           | Primo turno | Primo turno |  |  | Secondo turno | Secondo turno         | Secondo turno         | Secondo turno | Secondo turno |   |   | Ultimo turno | Ultimo turno          | Ultimo turno          | Ultimo turno | Ultimo turno |  |
|  |                 |                       |                       |             |             |  |  |               |                       |                       |               |               |   |   |              |                       |                       |              |              |  |
|  | 1               | Bethanie Mattek-Sands | Bethanie Mattek-Sands | 7           | 6           |  |  |               |                       |                       |               |               |   |   |              |                       |                       |              |              |  |
|  |                 | Luksika Kumkhum       | Luksika Kumkhum       | 5           | 4           |  |  | 1             | Bethanie Mattek-Sands | Bethanie Mattek-Sands | 6             | 6             |   |   |              |                       |                       |              |              |  |
|  | Heather Watson  | Heather Watson        | 4                     | 6           | 6           |  |  |               | Heather Watson        | Heather Watson        | 2             | 3             |   |   |              |                       |                       |              |              |  |
|  | Johanna Larsson | Johanna Larsson       | 6                     | 0           | 1           |  |  |               |                       |                       |               |               |   |   | 1            | Bethanie Mattek-Sands | Bethanie Mattek-Sands | 3            |              |  |
|  |                 | Irina-Camelia Begu    | Irina-Camelia Begu    | 6           | 6           |  |  |               |                       | 9                     | Julia Görges  | Julia Görges  | 2 | r |              |                       |                       |              |              |  |
|  | WC              | Jessica Moore         | Jessica Moore         | 1           | 3           |  |  |               | Irina-Camelia Begu    | Irina-Camelia Begu    | 1             | 62            |   |   |              |                       |                       |              |              |  |
|  | WC              | Zoe Hives             | Zoe Hives             | 2           | 0           |  |  | 9             | Julia Görges          | Julia Görges          | 6             | 7             |   |   |              |                       |                       |              |              |  |
|  | 9               | Julia Görges          | Julia Görges          | 6           | 6           |  |  |               |                       |                       |               |               |   |   |              |                       |                       |              |              |  |

### Sezione 2
|  | Primo turno | Primo turno          | Primo turno       | Primo turno | Primo turno |  |  | Secondo turno        | Secondo turno        | Secondo turno        | Secondo turno  | Secondo turno  |   |   | Ultimo turno | Ultimo turno      | Ultimo turno      | Ultimo turno | Ultimo turno |  |
|  |             |                      |                   |             |             |  |  |                      |                      |                      |                |                |   |   |              |                   |                   |              |              |  |
|  | 2           | Varvara Lepchenko    | Varvara Lepchenko | 6           | 6           |  |  |                      |                      |                      |                |                |   |   |              |                   |                   |              |              |  |
|  |             | Claire Feuerstein    | Claire Feuerstein | 1           | 0           |  |  | 2                    | Varvara Lepchenko    | Varvara Lepchenko    | 6              | 6              |   |   |              |                   |                   |              |              |  |
|  | WC          | Sara Tomic           | Sara Tomic        | 4           | 1           |  |  |                      | Kiki Bertens         | Kiki Bertens         | 4              | 4              |   |   |              |                   |                   |              |              |  |
|  |             | Kiki Bertens         | Kiki Bertens      | 6           | 6           |  |  |                      |                      |                      |                |                |   |   | 2            | Varvara Lepchenko | Varvara Lepchenko | 5            | 5            |  |
|  |             | Victoria Duval       | Victoria Duval    | 6           | 6           |  |  |                      |                      |                      | Victoria Duval | Victoria Duval | 7 | 7 |              |                   |                   |              |              |  |
|  | WC          | Isabella Holland     | Isabella Holland  | 2           | 1           |  |  | Victoria Duval       | Victoria Duval       | Victoria Duval       | 6              | 7              |   |   |              |                   |                   |              |              |  |
|  |             | Mirjana Lučić-Baroni | 2                 | 6           | 6           |  |  | Mirjana Lučić-Baroni | Mirjana Lučić-Baroni | Mirjana Lučić-Baroni | 4              | 5              |   |   |              |                   |                   |              |              |  |
|  | 10          | Kimiko Date-Krumm    | 6                 | 3           | 2           |  |  |                      |                      |                      |                |                |   |   |              |                   |                   |              |              |  |

### Sezione 3
|  | Primo turno      | Primo turno       | Primo turno      | Primo turno | Primo turno |  |  | Secondo turno     | Secondo turno     | Secondo turno     | Secondo turno | Secondo turno |   |   | Ultimo turno | Ultimo turno      | Ultimo turno | Ultimo turno | Ultimo turno |  |
|  |                  |                   |                  |             |             |  |  |                   |                   |                   |               |               |   |   |              |                   |              |              |              |  |
|  | 3                | Ayumi Morita      | 3                | 0           | r           |  |  |                   |                   |                   |               |               |   |   |              |                   |              |              |              |  |
|  |                  | Cvetana Pironkova | 6                | 2           |             |  |  | Cvetana Pironkova | Cvetana Pironkova | Cvetana Pironkova | 6             | 6             |   |   |              |                   |              |              |              |  |
|  | Tammi Patterson  | Tammi Patterson   | Tammi Patterson  | 4           | 5           |  |  | Maryna Zanevs'ka  | Maryna Zanevs'ka  | Maryna Zanevs'ka  | 1             | 3             |   |   |              |                   |              |              |              |  |
|  | Maryna Zanevs'ka | Maryna Zanevs'ka  | Maryna Zanevs'ka | 6           | 7           |  |  |                   |                   |                   |               |               |   |   |              | Cvetana Pironkova | 6            | 64           | 6            |  |
|  | Katarzyna Piter  | Katarzyna Piter   | 3                | 6           | 7           |  |  |                   |                   | 11                | Shahar Peer   | 3             | 7 | 3 |              |                   |              |              |              |  |
|  | Vesna Dolonc     | Vesna Dolonc      | 6                | 1           | 5           |  |  |                   | Katarzyna Piter   | 1                 | 6             | 5             |   |   |              |                   |              |              |              |  |
|  |                  | Stéphanie Dubois  | Stéphanie Dubois | 1           | 3           |  |  | 11                | Shahar Peer       | 6                 | 3             | 7             |   |   |              |                   |              |              |              |  |
|  | 11               | Shahar Peer       | Shahar Peer      | 6           | 6           |  |  |                   |                   |                   |               |               |   |   |              |                   |              |              |              |  |

### Sezione4
|  | Primo turno     | Primo turno       | Primo turno       | Primo turno | Primo turno |  |  | Secondo turno | Secondo turno    | Secondo turno | Secondo turno    | Secondo turno    |    |   | Ultimo turno | Ultimo turno    | Ultimo turno    | Ultimo turno | Ultimo turno |  |
|  |                 |                   |                   |             |             |  |  |               |                  |               |                  |                  |    |   |              |                 |                 |              |              |  |
|  | 4               | Paula Ormaechea   | 6                 | 5           | 7           |  |  |               |                  |               |                  |                  |    |   |              |                 |                 |              |              |  |
|  |                 | Alicja Rosolska   | 3                 | 7           | 64          |  |  | 4             | Paula Ormaechea  | 7             | 3                | 6                |    |   |              |                 |                 |              |              |  |
|  | Abigail Spears  | Abigail Spears    | Abigail Spears    | 6           | 6           |  |  |               | Abigail Spears   | 5             | 6                | 2                |    |   |              |                 |                 |              |              |  |
|  | Coco Vandeweghe | Coco Vandeweghe   | Coco Vandeweghe   | 4           | 2           |  |  |               |                  |               |                  |                  |    |   | 4            | Paula Ormaechea | Paula Ormaechea | 7            | 6            |  |
|  | WC              | Viktorija Rajicic | Viktorija Rajicic | 1           | 4           |  |  |               |                  |               | Anna Schmiedlová | Anna Schmiedlová | 62 | 1 |              |                 |                 |              |              |  |
|  |                 | Anna Schmiedlová  | Anna Schmiedlová  | 6           | 6           |  |  |               | Anna Schmiedlová | 6             | 1                | 6                |    |   |              |                 |                 |              |              |  |
|  |                 | Mandy Minella     | Mandy Minella     | 4           | 2           |  |  | 7             | Lesja Curenko    | 4             | 6                | 3                |    |   |              |                 |                 |              |              |  |
|  | 7               | Lesja Curenko     | Lesja Curenko     | 6           | 6           |  |  |               |                  |               |                  |                  |    |   |              |                 |                 |              |              |  |

### Sezione 5
|  | Primo turno      | Primo turno            | Primo turno            | Primo turno | Primo turno |  |  | Secondo turno | Secondo turno          | Secondo turno          | Secondo turno     | Secondo turno     |   |   | Ultimo turno | Ultimo turno     | Ultimo turno     | Ultimo turno | Ultimo turno |  |
|  |                  |                        |                        |             |             |  |  |               |                        |                        |                   |                   |   |   |              |                  |                  |              |              |  |
|  | 5                | Christina McHale       | 5                      | 7           | 6           |  |  |               |                        |                        |                   |                   |   |   |              |                  |                  |              |              |  |
|  |                  | Camila Giorgi          | 7                      | 5           | 3           |  |  | 5             | Christina McHale       | Christina McHale       | 6                 | 6                 |   |   |              |                  |                  |              |              |  |
|  |                  | Arantxa Parra Santonja | Arantxa Parra Santonja | 6           | 6           |  |  |               | Arantxa Parra Santonja | Arantxa Parra Santonja | 3                 | 0                 |   |   |              |                  |                  |              |              |  |
|  | WC               | Sally Peers            | Sally Peers            | 2           | 3           |  |  |               |                        |                        |                   |                   |   |   | 5            | Christina McHale | Christina McHale | 6            | 6            |  |
|  | Monique Adamczak | Monique Adamczak       | Monique Adamczak       | 2           | 4           |  |  |               |                        | 12                     | Jaroslava Švedova | Jaroslava Švedova | 3 | 4 |              |                  |                  |              |              |  |
|  | Hsieh Su-wei     | Hsieh Su-wei           | Hsieh Su-wei           | 6           | 6           |  |  |               | Hsieh Su-wei           | 7                      | 3                 | 4                 |   |   |              |                  |                  |              |              |  |
|  |                  | Virginie Razzano       | 6                      | 2           | 2           |  |  | 12            | Jaroslava Švedova      | 6(0)                   | 6                 | 6                 |   |   |              |                  |                  |              |              |  |
|  | 12               | Jaroslava Švedova      | 3                      | 6           | 6           |  |  |               |                        |                        |                   |                   |   |   |              |                  |                  |              |              |  |

### Sezione 6
|  | Primo turno        | Primo turno        | Primo turno        | Primo turno | Primo turno |  |  | Secondo turno      | Secondo turno      | Secondo turno      | Secondo turno | Secondo turno |   |   | Ultimo turno | Ultimo turno       | Ultimo turno       | Ultimo turno | Ultimo turno |  |
|  |                    |                    |                    |             |             |  |  |                    |                    |                    |               |               |   |   |              |                    |                    |              |              |  |
|  | Alt                | Raquel Kops-Jones  | Raquel Kops-Jones  | 2           | 2           |  |  |                    |                    |                    |               |               |   |   |              |                    |                    |              |              |  |
|  |                    | Julija Putinceva   | Julija Putinceva   | 6           | 6           |  |  | Julija Putinceva   | Julija Putinceva   | Julija Putinceva   | 2             | 1             |   |   |              |                    |                    |              |              |  |
|  | Arina Rodionova    | Arina Rodionova    | Arina Rodionova    | 1           | 0           |  |  | Chanelle Scheepers | Chanelle Scheepers | Chanelle Scheepers | 6             | 6             |   |   |              |                    |                    |              |              |  |
|  | Chanelle Scheepers | Chanelle Scheepers | Chanelle Scheepers | 6           | 6           |  |  |                    |                    |                    |               |               |   |   |              | Chanelle Scheepers | Chanelle Scheepers | 6            | 3            |  |
|  | Kristína Kučová    | Kristína Kučová    | Kristína Kučová    | 4           | 3           |  |  |                    |                    | 8                  | Lauren Davis  | Lauren Davis  | 7 | 6 |              |                    |                    |              |              |  |
|  | Misaki Doi         | Misaki Doi         | Misaki Doi         | 6           | 6           |  |  |                    | Misaki Doi         | 0                  | 6             | 5             |   |   |              |                    |                    |              |              |  |
|  |                    | Tímea Babos        | Tímea Babos        | 4           | 3           |  |  | 8                  | Lauren Davis       | 6                  | 4             | 7             |   |   |              |                    |                    |              |              |  |
|  | 8                  | Lauren Davis       | Lauren Davis       | 6           | 6           |  |  |                    |                    |                    |               |               |   |   |              |                    |                    |              |              |  |